# Névome

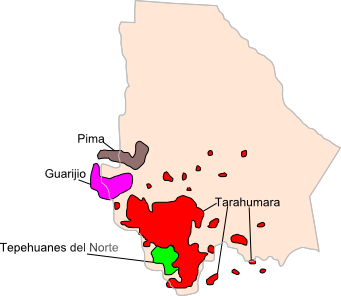
Distribució de grups ètnics a l'estat de Chihuahua el 2005

El névome (també: pima bajo, pima de la muntanya; en névome: oob no'ok) és una llengua uto-asteca parlada per indígenes dels estats de Sonora i Chihuahua, a Mèxic. Té menys de mil parlants al territori mexicà, on és considerada com una llengua propera a l'extinció.

## Variants
Conforme a l'Instituto Nacional de Lenguas Indígenas (INALI), el névome es divideix en tres variants:
- Pima de l'est. Compta amb 337 parlants aproximadament.
- Pima del nord. Compta amb 155 parlants aproximadament.
- Pima del sud. Compta amb 159 parlants aproximadament.

El névome té dues variants segons l'Ethnologue:
- Pima bajo o névome de Chihuahua
- Pima bajo o névome de Sonora

El pima bajo de Sonora té una intel·ligibilitat mútua de 85% amb l'o'odham i el tepehuan del nord.

## Fonologia

### Vocals
|         | Anterior | Central | Posterior |
| ------- | -------- | ------- | --------- |
| Tancada | i iː     | ɨ ɨː    | u uː      |
| Mitjana |          |         | o oː      |
| Oberta  |          | a aː    |           |

### Consonants
|            |            | Bilabial | Dental | Alveolar | Velar | Glotal |
| ---------- | ---------- | -------- | ------ | -------- | ----- | ------ |
| Oclusives  | Sordrs     | p        | t      |          | k     | ʔ      |
| Oclusives  | Sonores    | b        | d      |          | g     |        |
| Fricatives | Fricatives | v        | s      |          |       | h      |
| Nasals     | Nasals     | m        | n      |          |       |        |
| Vibrant    | Vibrant    |          |        | r        |       |        |
| Lateral    | Lateral    |          |        | l        |       |        |

## Estatut oficial
Aquesta llengua juntament amb totes les llengües indígenes de Mèxic i l'espanyol van ser reconegudes com a "llengües nacionals" a causa de la Ley General de Derechos Lingüísticos de los Pueblos Indígenas promulgada i publicada l'any 2003.